# Bohunice (Trenčín)
|  | No s'ha de confondre amb Bohunice (Nitra) o Jaslovské Bohunice. |

Bohunice és un poble i municipi d'Eslovàquia que es troba a la regió de Trenčín.

## Història
La primera menció escrita de la vila es remunta al 1229.

## Demografia
| Godina             | 1994 | 2004 | 2014   | 2024   |
| ------------------ | ---- | ---- | ------ | ------ |
| Nombre de persones | 0    | 753  | 759    | 785    |
| Diferència         |      | –    | +0,79% | +3,42% |

| Godina             | 2023 | 2024   |
| ------------------ | ---- | ------ |
| Nombre de persones | 792  | 785    |
| Diferència         |      | −0,88% |